# Хлумец (Усти на Лаби)
Хлумец (чеш. Chlumec) град је у Чешкој Републици. Град се налази у управној јединици Устечки крај, у оквиру којег припада округу Усти на Лаби.

## Становништво
Према подацима о броју становника из 2014. године град је имао 4.472 становника.